# Dampierre-sur-Boutonne
Dampierre-sur-Boutonne – miejscowość i gmina we Francji, w regionie Nowa Akwitania, w departamencie Charente-Maritime. Nazwa miejscowości pochodzi od imienia św. Piotra.
Według danych na rok 1990 gminę zamieszkiwało 335 osób, a gęstość zaludnienia wynosiła 24 osób/km² (wśród 1467 gmin regionu Poitou-Charentes Dampierre-sur-Boutonne plasuje się na 683. miejscu pod względem liczby ludności, natomiast pod względem powierzchni na miejscu 635.).